# Конституція Аргентини
Конституція Аргентини — основний закон й одне з головних джерел законодавства Аргентини. Першу версію конституції було опрацьовано у 1853 році Конституційною асамблеєю, яка зібралась у Санта-Фе, головні положення цієї конституції було запозичено з Конституції США. Аргентинський основний закон зазнавав змін у 1860, 1866, 1898, 1949 та 1957 роках. Нині чинна редакція конституції 1994 року.

## Історія

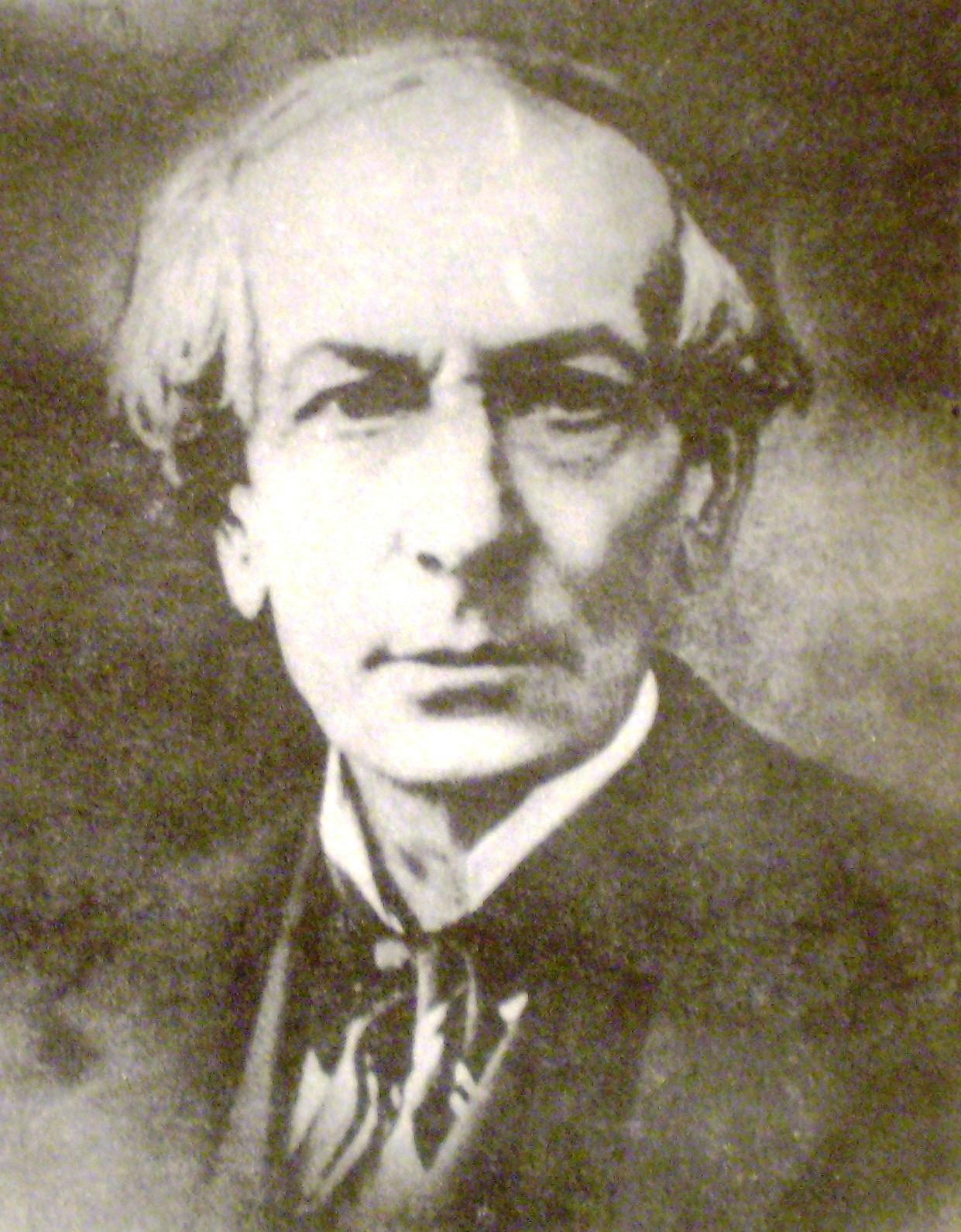
Хуан Баутіста Альберді, вчений-правознавець, який підготував проект конституції 1853 року

Першу спробу розділити владу в Аргентині було здійснено після Травневої революції, коли лідери Прімера-хунти не змогли створити дієві органи влади.
Багато революційних лідерів на чолі з Маріано Морено хотіли негайно проголосити незалежність та ухвалити першу конституцію з метою побудови молодої незалежної держави. У жовтні 1811 року Хунта-гранде, яка прийшла на зміну Прімера-хунті, розробила Положення про розподіл влади, яке втім не ухвалила виконавча влада. Тим не менше, у листопаді того ж року було проголошено свободу преси і видано указ про особисту безпеку.
У 1813 році Генеральна конституційна асамблея мала представити конституцію, але цей документ лише проголошував вільними дітей рабів.
У 1819 та 1826 роках були спроби проголосити конституцію, але цього не сталось через те, що не вдалось досягнути згоди між федералістами й централістами.
У період між 1820 та 1853 роками було видано багато конституційних документів. Найважливішими з них були: угода Пілара (1820), угода Cuadrilátero (1822), Федеральний пакт (1831), протокол Палермо (1852) і Сан-Ніколаський договір (1852).
Федеральний пакт проголошував представництво усіх аргентинських провінцій у Генеральному федеральному конгресі, втім цьому протистояв Хуан Мануель де Росас, який був губернатором найпотужнішої провінції — Буенос-Айреса, тому де-факто Конгрес ніколи не збирався.
Коли режим Росаса було скинуто, у 1852 році, було підписано Сан-Ніколаський договір, що остаточно призначив скликання Конституційного конгресу, який зібрався у Санта-Фе 1 травня 1853 року. Після цього провінція Буенос-Айрес вийшла зі складу Аргентинської конфедерації до 1859 року.

### Реформування конституції 1853 року
Перші поправки до оригінального тексту конституції 1853 року було внесено у 1860 році, після того як Буенос-Айрес знову приєднався до Аргентинської конфедерації. Однією з головних змін стало перейменування держави, яка відтепер почала офіційно йменуватись «Республіка Аргентина» (ісп. República Argentina). Ще однією важливою зміною стало визнання особливого статусу Буенос-Айреса.
У 1898 році було ухвалено ще одну поправку до конституції. Вона дозволила зробити гнучкішим коефіцієнт пропорційного розподілу представництва в парламенті, а також встановила вісім міністерств в уряді держави.
Реформа 1949 року, автором якої став Хуан Домінго Перон, була найсерйознішим переглядом конституції 1853 року. На меті цієї редакції було адаптувати законодавство до вимог демократії 20 століття, в тому числі було задекларовано перелік соціальних прав, серед яких покращення умов праці для працівників, право на гарну освіту тощо. Окрім усього іншого, реформа дозволила переобрання президента необмежену кількість разів.
Після усунення уряду Перона у 1955 році перед черговими виборами було скликано Конституційну конвенцію, яка мала опрацювати нову редакцію конституції. Реформа фактично повернула конституцію до редакції 1898 року, проте було залишено деякі статті, запроваджені урядом Перона, серед яких і соціальні гарантії.
У 1972 році поправку до конституції вніс військовий уряд Алехандро Лануссе. Ця поправка дозволила обрати Хуана Перона на третій термін, а також обрання на пост глави держави дружини останнього — Ісабель Перон після його смерті. Деякі зміни стосувались розмірів Сенату.

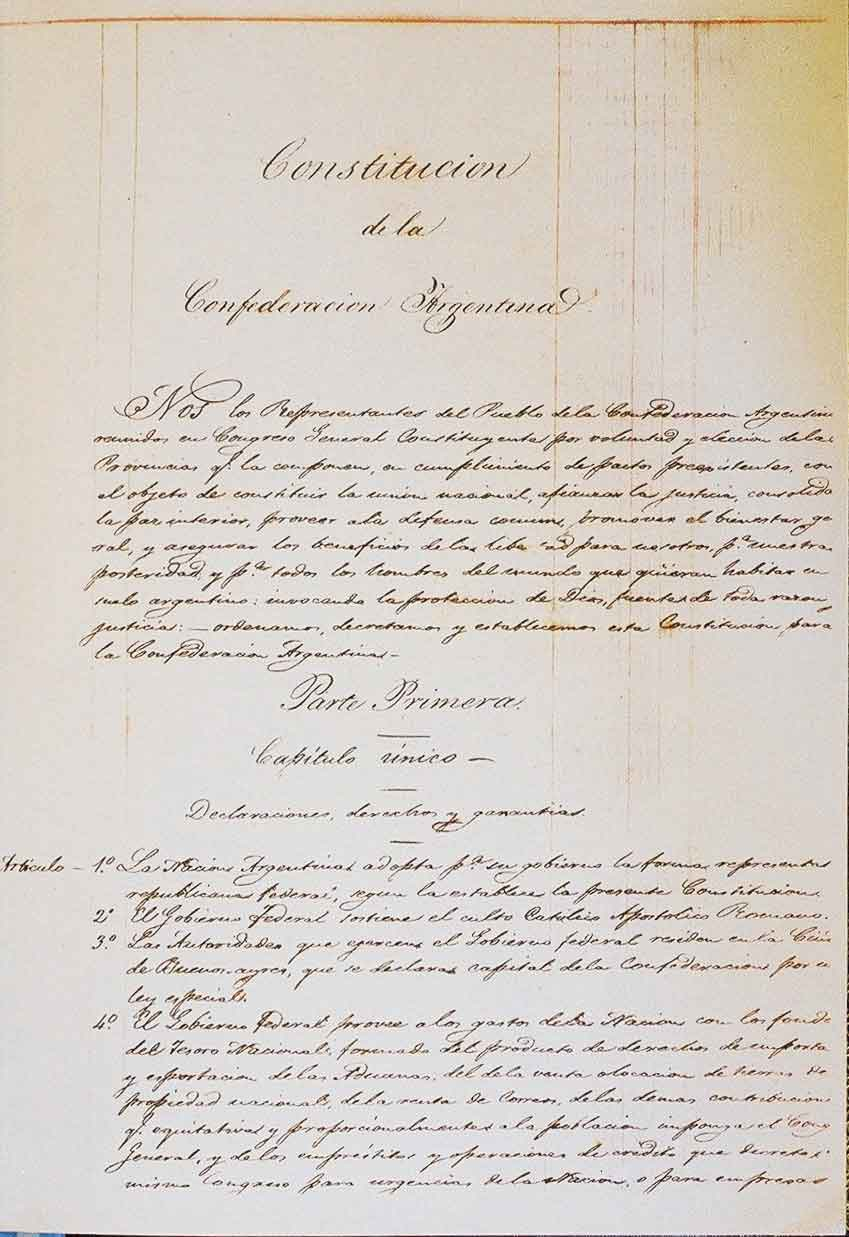

Останній (нині чинний) варіант аргентинської конституції розробив Карлос Сауль Менем у 1994 році. Він включає до свого складу кістяк конституції 1972 року, визначає представництво провінцій у сенаті (по три представника), можливість переобрання президента тільки ще на один термін та скорочує цей термін до чотирьох років. Також конституція визначила автономію провінції Буенос-Айрес у складі Аргентини. Інші зміни стосуються пом'якшення президентської влади, політичних прав, охорони здоров'я й навколишнього середовища.

## Структура
Конституція Аргентини має чотири головні типи розділів: частини, заголовки, розділи та глави. Її структура така:
- Преамбула
- Перша частина (43 секції)
  - Перша глава Декларації, права та гарантії (35 секцій)
  - Друга глава Нові права та гарантії (8 секцій)
- Друга частина Влада нації (86 секцій)
  - Перший заголовок Федеральний уряд (77 секцій)
    - Перший розділ Законодавча влада (43 секції, 42 + 1 окрема)
      - Перша глава Палата депутатів'(9 секцій)
      - Друга глава Сенат (9 секцій)
      - Третя глава Спільна диспозиція в обох палатах (12 секцій)
      - Четверта глава Повноваження Конгресу (2 секції)
      - П'ята глава Законотворча діяльність (8 секцій)
      - Шоста глава Генеральна рахувальна палата (1 секція)
      - Сьома глава Омбудсмен (1 секція)

    - Другий розділ Виконавча влада (21 секція)
      - Перша глава Визначення і тривалість повноважень (7 секцій)
      - Друга глава Терміни й порядок обрання президента
      - Третя глава Повноваження виконавчої влади (1 секція)
      - Четверта глава Міністри (8 секцій)

    - Третій розділ Судова влада (12 секцій)
      - Перша глава Визначення і тривалість повноважень (8 секцій)
      - Друга глава Повноваження судової влади (4 секції)

    - Четвертий розділ Прокуратура (1 секція)

  - Другий заголовок Провінційні уряди (9 секцій)
- Перехідні положення

## Задекларовані права
Конституція Аргентини поділяє усі права на чотири групи: громадянські, економічні, політичні та соціальні.
- Громадянські права розглядають людину як особистість. Деякі приклади: право на життя, мати гідність, мати ім'я, свобода зібрань і думки.
- Економічні права захищають людину під час її виробничої, бізнесової діяльності тощо. Серед таких прав: право на власність, на торгівлю, право наймати працівників.
- Політичні права дозволяють громадянам брати участь в управлінні державою особисто або шляхом делегування повноважень депутатам шляхом голосування.. Ця категорія включає виборчі права, а також право вступу до політичних партій та організацій.
- Соціальні права розглядають людину як члена суспільства і гарантують: право на працю, на гідну зарплатню, на освіту, охорону здоров'я тощо.

## Форма правління
Відповідно до конституції Аргентина є федеральною республікою, що складається з провінцій, муніципалітетів, а також автономного міста Буенос-Айрес. Кожна провінція має право приймати власну конституцію, яка наслідує принципам національної конституції.

## Розподіл влади

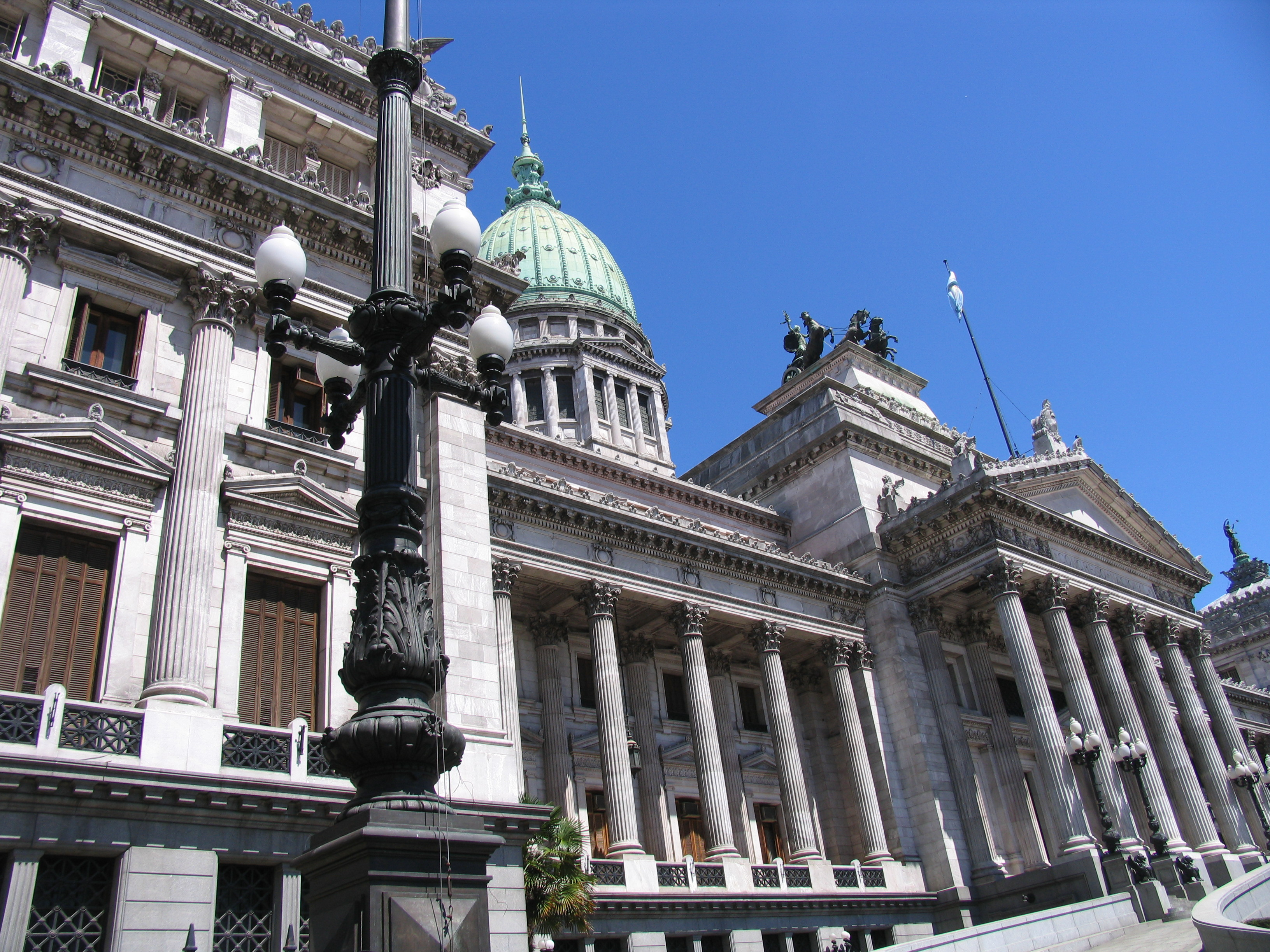
Будівля Конгресу в Буенос-Айресі

Конституція проголошує суворий розподіл влади на три гілки: виконавчу, законодавчу та судову, а також прокуратуру.

### Виконавча влада
Виконавчу владу представляє президент (стаття 87). Віце-президент заміщає чинного президента у разі його хвороби, відсутності у столиці, смерті, відставки чи виїзду з країни.
Віце-президент не належить до виконавчої влади. Цікаво те, що він є представником законодавчої влади, оскільки також є головою сенату (стаття 57).
Президент оприлюднює закони, ухвалені Конгресом, а також має право вето. Президент визначає зовнішню політику і є головнокомандувачем збройних сил країни. У деяких випадках президент може видавати надзвичайні укази, що мають силу законів.

### Законодавча влада
Законодавча влада складається з віце-президента, двопалатного конгресу, головного ревізійного управління й омбудсмена. Конгрес поділяється на дві палати: Cámara de Diputados (Палата депутатів, нижня палата) і Cámara de Senadores (Сенат, верхня палата).
Віце-президент є головою Сенату.
Головне ревізійне управління є технічним консультативним органом конгресу з певною функціональною автономією.
Омбудсмен (уповноважений з прав людини) є автономним органом, який у своїй роботі не отримує вказівок від жодного органу влади країни. Місією омбудсмена є захист прав людини, громадянських прав та гарантій, а також контроль владних органів.

### Судова влада
Судову гілку влади представляє Верховний суд, а також нижчі інстанції усією країною. Усі судді займають свої посади до того часу, доки їх не буде усунуто з посади за правопорушення або за власним бажанням.

### Прокуратура
Прокуратура є незалежним органом з функціональною автономією та фінансовою автаркією. Прокуратура покликана сприяти правосуддю для захисту законності, загальних інтересів суспільства у співпраці з іншими органами республіки.
Склад прокуратури встановлюється окремим законом.